# Coryssovalva cosmocosta
Coryssovalva cosmocosta är en fjärilsart som beskrevs av Józef Razowski 1987. Coryssovalva cosmocosta ingår i släktet Coryssovalva och familjen vecklare. Inga underarter finns listade i Catalogue of Life.